# Оберлунгвиц
Оберлунгвиц (њем. Oberlungwitz) град је у њемачкој савезној држави Саксонија. Једно је од 33 општинска средишта округа Цвикау. Према процјени из 2010. у граду је живјело 6.553 становника. Посједује регионалну шифру (AGS) 14524230.

## Географски и демографски подаци
Оберлунгвиц се налази у савезној држави Саксонија у округу Цвикау. Град се налази на надморској висини од 350 метара. Површина општине износи 14,7 km². У самом граду је, према процјени из 2010. године, живјело 6.553 становника. Просјечна густина становништва износи 447 становника/km².